# رودولف هیترتس
رودولف هیترتس (کرواتی: Rudolf Hitrec; ۱۲ آوریل ۱۹۰۳ – ۱ ژانویهٔ ۱۹۷۰) بازیکن فوتبال اهل یوگسلاوی بود.
از باشگاه‌هایی که در آن بازی کرده‌است می‌توان به باشگاه فوتبال گراجانسکی زاگرب اشاره کرد.